# Säldefallasjön
Säldefallasjön är en våtmark, tidigare sjö i Aneby kommun i Småland och ingår i Motala ströms huvudavrinningsområde. Sjön har en area på 0,0993 kvadratkilometer och ligger 288 meter över havet. Sjön avvattnas av vattendraget Kliarydsån.

## Delavrinningsområde
Säldefallasjön ingår i det delavrinningsområde (641283-143970) som SMHI kallar för Mynnar i Anebysjön. Medelhöjden är 262 meter över havet och ytan är 52,84 kvadratkilometer. Det finns inga delavrinningsområden uppströms utan avrinningsområdet är högsta punkten. Kliarydsån som avvattnar avrinningsområdet har biflödesordning 3, vilket innebär att vattnet flödar genom totalt 3 vattendrag innan det når havet efter 204 kilometer. Delavrinningsområdet består mestadels av skog (65 %) och jordbruk (16 %). Avrinningsområdet har 1,14 kvadratkilometer vattenytor vilket ger det en sjöprocent på 2,2 %. Bebyggelsen i området täcker en yta av 0,84 kvadratkilometer eller 2 % av avrinningsområdet.